# Pryasowske
Pryasowske (ukrainisch Приазовське; russisch Приазовское Priasowskoje) ist eine Siedlung städtischen Typs in der ukrainischen Oblast Saporischschja mit etwa 6600 Einwohnern (2019) und war bis Juli 2020 das administrative Zentrum des gleichnamigen Rajons Pryasowske. Seitdem gehört das Gebiet zum neuen Rajon Melitopol.

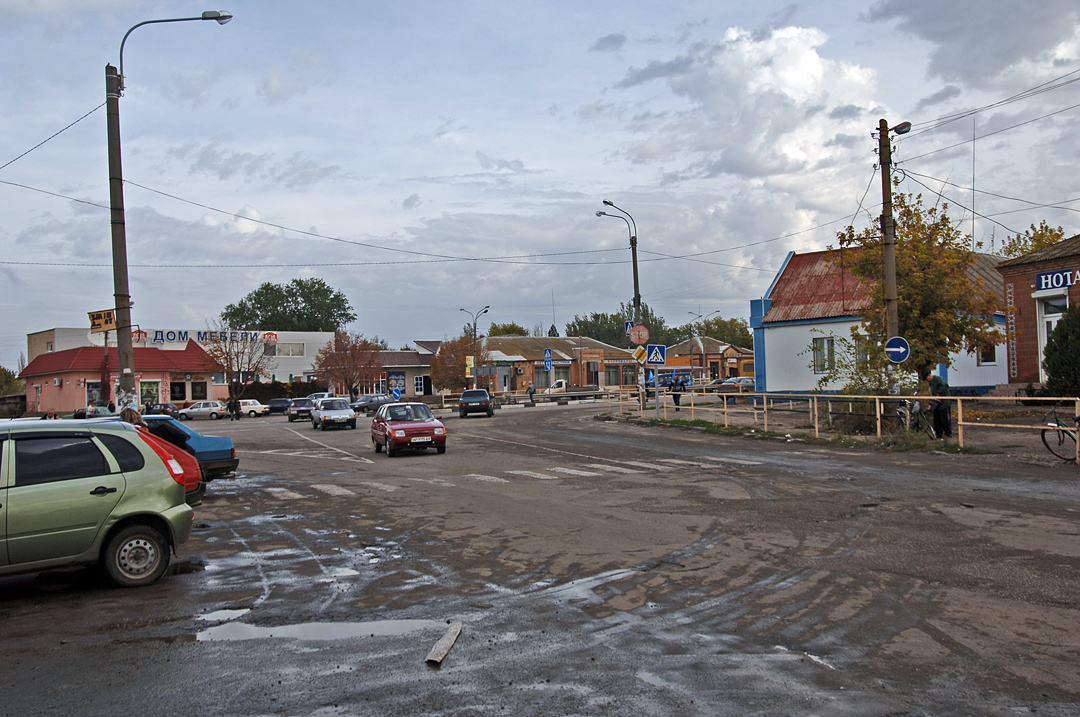
Blick ins Ortszentrum

## Geographie
Pryasowske liegt im Süden der Oblast Saporischschja 143 km südöstlich vom Oblastzentrum Saporischschja am Fluss Domusla (ukrainisch Домузла). Die Siedlung liegt an der Fernstraße M 18 (E 105), über die Melitopol nach 26 km in nordwestliche Richtung zu erreichen ist. Das Ufer des Asowschen Meeres liegt 20 km südlich des Ortes.

## Geschichte
Gegründet wurde der Ort von Nogaiern. Nach deren Abwanderung in die Türkei wurde der Ort ab 1860 von ukrainischen Bauern besiedelt. Die Volkszählung von 1886 ergab eine Anzahl von 582 Haushalten und eine Bevölkerung 3600 Personen. Bis 1935 hieß das Dorf Pokrowka Druha (ukrainisch Покровка Друга).
Vom 7. Oktober 1941 bis zum 20. September 1943 war der Ort von der Wehrmacht besetzt.
Pryasowske erhielt den Status einer Siedlung städtischen Typs 1957.

## Verwaltungsgliederung
Am 3. August 2017 wurde die Siedlung zum Zentrum der neugegründeten Siedlungsgemeinde Pryasowske (Приазовська селищна громада/Pryasowska selyschtschna hromada). Zu dieser zählten auch die 7 in der untenstehenden Tabelle aufgelistetenen Dörfer, bis dahin bildete sie zusammen mit den Dörfern Biloritschanske, Hamiwka, Nowoiwaniwka, Tawrijske und Wyschnewe die gleichnamige Siedlungsratsgemeinde Pryasowske (Приазовська селищна рада/Pryasowska selyschtschna rada) im Zentrum des Rajons Pryasowske.
Am 8. Juni 2018 kam noch das Dorf Wolodymyriwka zum Gemeindegebiet, am 12. Juni 2020 kamen noch die Dörfer Babaniwka, Bohdaniwka, Botijewe, Dmytriwka, Dobriwka, Nowopokrowka, Prymorskyj Possad, Stepaniwka Druha und Strohaniwka zum Gemeindegebiet.
Seit dem 17. Juli 2020 ist sie ein Teil des Rajons Melitopol.
Folgende Orte sind neben dem Hauptort Pryasowske Teil der Gemeinde:
| Name                     | Name              | Name                                   |
| ukrainisch transkribiert | ukrainisch        | russisch                               |
| ------------------------ | ----------------- | -------------------------------------- |
| Babaniwka                | Бабанівка         | Бабановка (Babanowka)                  |
| Biloritschanske          | Білорічанське     | Белоречанское (Beloretschanskoje)      |
| Bohdaniwka               | Богданівка        | Богдановка (Bogdanowka)                |
| Botijewe                 | Ботієве           | Ботиево (Botiewo)                      |
| Dmytriwka                | Дмитрівка         | Дмитровка (Dmitrowka)                  |
| Dobriwka                 | Добрівка          | Добровка (Dobrowka)                    |
| Hamiwka                  | Гамівка           | Гамовка (Gamowka)                      |
| Nowoiwaniwka             | Новоіванівка      | Новоивановка (Nowoiwanowka)            |
| Nowopokrowka             | Новопокровка      | Новопокровка                           |
| Petriwka                 | Петрівка          | Петровка (Petrowka)                    |
| Prymorskyj Possad        | Приморський Посад | Приморский Посад (Primorski Possad)    |
| Schewtschenka            | Шевченка          | Шевченко (Schewtschenko)               |
| Stepaniwka Druha         | Степанівка Друга  | Степановка Вторая (Stepanowka Wtoraja) |
| Strohaniwka              | Строганівка       | Строгановка (Stroganowka)              |
| Tawrijske                | Таврійське        | Таврийское (Tawriskoje)                |
| Wolodymyriwka            | Володимирівка     | Владимировка (Wladimirowka)            |
| Wyschnewe                | Вишневе           | Вишнёвое (Wischnjowoje)                |

## Bevölkerung
| 1886 | 1959 | 1970 | 1979 | 1989 | 2001 | 2013 | 2019 |
| ---- | ---- | ---- | ---- | ---- | ---- | ---- | ---- |
| 3600 | 5048 | 5758 | 6656 | 7443 | 7340 | 6773 | 6578 |

Quelle: 1886:; ab 2015: